# Marielle Karabeu
 (janvier 2023).
La mise en forme du texte ne suit pas les recommandations de Wikipédia : il faut le « wikifier ».
Les points d'amélioration suivants sont les cas les plus fréquents. Le détail des points à revoir est peut-être précisé sur la page de discussion.
- Les titres sont pré-formatés par le logiciel. Ils ne sont ni en capitales, ni en gras.
- Le texte ne doit pas être écrit en capitales (les noms de famille non plus), ni en gras, ni en italique, ni en « petit »…
- Le gras n'est utilisé que pour surligner le titre de l'article dans l'introduction, une seule fois.
- L'italique est rarement utilisé : mots en langue étrangère, titres d'œuvres, noms de bateaux, etc.
- Les citations ne sont pas en italique mais en corps de texte normal. Elles sont entourées par des guillemets français : « et ».
- Les listes à puces sont à éviter, des paragraphes rédigés étant largement préférés. Les tableaux sont à réserver à la présentation de données structurées (résultats, etc.).
- Les appels de note de bas de page (petits chiffres en exposant, introduits par l'outil «  Source ») sont à placer entre la fin de phrase et le point final[comme ça].
- Les liens internes (vers d'autres articles de Wikipédia) sont à choisir avec parcimonie. Créez des liens vers des articles approfondissant le sujet. Les termes génériques sans rapport avec le sujet sont à éviter, ainsi que les répétitions de liens vers un même terme.
- Les liens externes sont à placer uniquement dans une section « Liens externes », à la fin de l'article. Ces liens sont à choisir avec parcimonie suivant les règles définies. Si un lien sert de source à l'article, son insertion dans le texte est à faire par les notes de bas de page.
- La présentation des références doit suivre les conventions bibliographiques. Il est recommandé d'utiliser les modèles {{Ouvrage}}, {{Chapitre}}, {{Article}}, {{Lien web}} et/ou {{Bibliographie}}. Le mode d'édition visuel peut mettre en forme automatiquement les références.
- Insérer une infobox (cadre d'informations à droite) n'est pas obligatoire pour parachever la mise en page.

Pour une aide détaillée, merci de consulter Aide:Wikification.
Si vous pensez que ces points ont été résolus, vous pouvez retirer ce bandeau et améliorer la mise en forme d'un autre article.
Marielle Karabeu est une animatrice de télévision et actrice française originaire de la Province Nord de Nouvelle-Calédonie.

## Biographie

### Vie personnelle
Bien qu'originaire de la Province Nord, c'est à Tomo, sur la commune de Boulouparis, dans la Province Sud, qu'elle se confine chez ses parents, lors de la pandémie de Covid-19.
En 2022, elle donne naissance à son fils.

### Carrière professionnelle

#### Animatrice de télévisions locales
Elle débute dans ce secteur chez nci, puis devient animatrice pour Tazar dès 2016. Elle interroge les personnes organisant ou participant à des événements qu’elle couvre, notamment dans la chronique d’actualités locales Tazar News, jusqu’en 2017. Elle tient également des rubriques dans plusieurs autres médias locaux.

#### Actrice de série télévisée
En 2018, lors d'un barbecue, ses amis la présentent à Stéphane Meunier : celui-ci l'encourage à se présenter aux castings pour une nouvelle série télévisée qu'il s'apprête à produire et réaliser. Envisageant d'effectuer des études de journalisme, elle change ses projets pour saisir cette opportunité de devenir comédienne, à laquelle elle n'avait jamais songé. Quelque temps après avoir enchaîné trois castings pour cette série, un appel lui annonce qu'elle est recrutée et attendue en métropole où elle commencera à se former au métier d'actrice et découvrir en détails le personnage qu'elle doit interpréter. 
De retour en Nouvelle-Calédonie, elle poursuit ses cours d'acting avec sa coach, Laurence Cormerais, et suis un entraînement sportif afin de se sculpter un corps de brigadière, notamment en s'inscrivant à la pratique de la boxe thaïlandaise. Elle débute le tournage d'O.P.J. Pacifique Sud en mars 2019 et le termine le 5 juin de la même année. Les années suivantes, elle suit l'équipe de tournage sur l'île de La Réunion, jusqu'à ce que sa grossesse l'empêche de faire les allers-retours en avion. Sa maternité ne l'empêche pas de reprendre son rôle dans la quatrième saison, grâce à la visioconférence.

## Filmographie

### En tant qu'actrice

#### Télévision
- depuis 2019 : O.P.J. (4 saisons) : Kelly Kwaté[3],[4]

## Animation

### Télévision
- 2016-2017 : Tazar News (Tazar)